# Günter Scheibe
Günter Scheibe (* 24. November 1893 in München; † 31. Mai 1980 in Stuttgart) war ein deutscher Chemiker (Physikalische Chemie). Er war Professor an der Technischen Hochschule München.

## Leben
Scheibe war der Sohn eines HNO-Arztes und späteren Leiters der HNO-Klinik der Universität Erlangen. Er studierte nach dem Abitur am Theresien-Gymnasium in München 1913 Chemie an der Ludwig-Maximilians-Universität München und später an der Universität Erlangen, an der er 1918 bei Otto Fischer promoviert  wurde mit einem Thema über organische Farbstoffe („Zur Kenntnisse der Cyanine (Chinocyanine)“). Er war kurze Zeit Assistent an der Medizinischen Akademie Düsseldorf und dann wieder in Erlangen, wo er sich bei Max Busch 1922 habilitierte, ebenfalls über organische Farbstoffe. 1924 wurde er dort außerordentlicher Professor und leitete die Abteilung Physikalische Chemie im Institut für Angewandte Chemie. 1928 war er Gastwissenschaftler bei James Franck in Göttingen und befreundete sich dort mit Gerhard Herzberg. 1930 wurde er ordentlicher Professor und 1932 ordentlicher Professor für Physikalische Chemie an der TU München am neu eingerichteten Institut für Physikalische Chemie. Zur Zeit des Nationalsozialismus wurde er 1933 Mitglied der NSDAP. Einen Ruf nach Göttingen 1951 als Nachfolger von Arnold Eucken lehnte er ab und war auch nach der Emeritierung 1961 noch an seinem Institut aktiv.
Er befasste sich mit Spektroskopie und organischen Farbstoffen. Dabei entwickelte er auch spektroskopische Techniken weiter, wie die UV-Absorptions-Spektroskopie, die er in Göttingen bei Franck kennen lernte. Er ordnete die UV- und andere Spektren von Molekülen einzelnen Atomgruppen und Atomen im Molekül zu, bestimmte damit Bindungszustände in anorganischen Molekülen und klärte mit Franck die Spektren von Halogenionen. Neben Absorption befasste er sich auch mit Emissions-Spektralanalyse und untersuchte reversible Polymerisationsvorgänge. Das Scheibesche Polymer ist nach ihm benannt und das Scheibe-Phänomen in der Spektroskopie.
Er war Mitglied der Bayerischen Akademie der Wissenschaften (1940) und der Leopoldina (1957). Er war Ehrendoktor der Universität Erlangen und der LMU München. 1964 erhielt er die Liebig-Denkmünze und 1968 den Bayerischen Verdienstorden. Er war im Senat der Fraunhofergesellschaft und im Vorstand des Deutschen Museums, an dem er maßgeblich die chemische Abteilung mit ausbaute. Des Weiteren war er auch Präsident des Deutschen Ausschusses für Spektrochemie und angewandte Spektroskopie.
Er war Mitgründer von Spectrochimica Acta und Mitherausgeber der Berichte der Bunsen-Gesellschaft.

## Schriften
- Spektroskopische und radiometrische Analyse, in W. Böttger (Hrsg.), Physikalische Methoden der Analytischen Chemie, Band 1, Leipzig, Akad. Verlagsges. 1933, S. 1–184
- mit Adolf Henrici: Chemische Spektralanalyse, in Böttger (Hrsg.) Physikal. Methoden der Analyt. Chemie, Band 3, 1939
- mit W. Frömel: Molekülspektren von Lösungen und Flüssigkeiten, in A. Eucken, K. L. Wolf (Hrsg.) Die Spektren, Entstehung und Zusammenhang mit der Struktur der Materie, 1937
- mit Friedrich Bär, K. E. Schulte, Oelkers, Karl-Ernst Quentin: Grenzgebiete der Lebensmittelwissenschaft, Zeitschrift für Lebensmittel-Untersuchung und Forschung, Volume 108, Issue 1, 1958, S. 75–76
- Eintrag in Winfried Pötsch, Annelore Fischer, Wolfgang Müller: Lexikon bedeutender Chemiker, Harri Deutsch 1989
- Reversible Polymerisation als Ursache neuartiger Absorptionsbanden von Farbstoffen, Kolloid-Zeitschrift, Band 82, 1938, S. 1–14.